# Justine Vanhaevermaet
Justine Vanhaevermaet (Sint-Niklaas, 29 april 1992) is een Belgische voetbalster. Sinds 2015 speelt ze voor Crystal Palace in de Super League.

## Carrière
Justine Vanhaevermaet begon haar spelerscarrière bij Sinaai Girls. Met de Oost-Vlaamse club won ze drie keer op rij de beker van België (2009, 2010, 2011). In 2011 won Sinaai in de bekerfinale met 1–2 van Lierse SK. Vanhaevermaet scoorde beide doelpunten voor de Oost-Vlamingen en maakte de winnende treffer in de 93e minuut.
In 2012 maakte ze de overstap naar vicekampioen RSC Anderlecht. Opnieuw bereikte ze met haar ploeggenoten de bekerfinale, waarin in haar ex-club Sinaai ditmaal de tegenstander was. Door een blessure moest ze de finale vanuit de tribune volgen. Anderlecht won het duel na verlengingen met 0–3.
Na reeds één seizoen ruilde ze Anderlecht in voor Lierse SK. Ook daar bereikte ze meermaals de finale van de beker van België. In 2015 werd er in de finale na verlengingen gewonnen van Club Brugge. Opnieuw was het Vanhaevermaet die beslissend was; in de 101e minuut scoorde ze het enige doelpunt van de wedstrijd. Een jaar later kwalificeerde ze zich met Lierse opnieuw voor de finale.
Na een kort verblijf bij Bundesligaplieg SC Sand, kwam Vanhaevermaet in Noorwegen uit Røa IL en LSK Kvinner. Met laatstgenoemd kwam ze tot de achtste finales van de Champions League 2020/21. In een 2-0 overwinning op het Wit-Russischw FC Minsk, maakte Vanhaevermaet het tweede doelpunt Hiermee droeg ze bij aan het behalen van de achtste finales, die verloren ging tegen VfL Wolfsburg.
Op 17 augustus 2021 tekende Vanhaevermaet een tweejarig contract bij Reading FC. Na twee jaar stapte ze over naar Everton FC, waar ze eveneens voor twee jaar tekende. Op 18 juni 2025 bevestigde Everton dat het aflopende contract van Vanhaevermaet niet werd verlengd en ze de club na twee jaar verliet. Ze bleef in Engeland en tekende een contract bij het een niveau lager actieve Crystal Palace FC.

## Nationale ploeg
Vanhaevermaet maakt sinds 2013 deel uit van de Red Flames. In 2011 nam ze met het elftal onder 19 jaar deel aan het EK in Italië. Ze was toen de aanvoerder van de Belgische selectie. In de groepsfase was ze goed voor een doelpunt in de nederlaag tegen Rusland (3–1).

## Palmares
| Nationaal              |    |                              |
| Belgisch landskampioen | 1x | 2017/18                      |
| Beker van België       | 5x | 2009, 2010, 2011, 2013, 2015 |
| Belgische Supercup     | 1x | 2010                         |